# Tzoran-Kadima
Kadima-Zoran (in ebraico: קדימה-צורן), noto anche come Kadima-Tzoran, è un consiglio locale nel Distretto Centrale di Israele. È il risultato dell'unione del 2003 dei consigli di Tzoran e Kadima, nel 2016 aveva una popolazione di 21.403 abitanti.
Kadima-Zoran ospita il museo "Ta'am Shel Pa'am" per la storia dell'insediamento nella scuola elementare "Nitzanei HaSharon".

## Storia

### Kadima
Kadima fu fondata il 5 luglio 1933 come insediamento agricolo su iniziativa di Yehoshua Hankin. La maggior parte dei coloni erano immigrati tedeschi. Il nome significa "avanti" in ebraico, ed è stato preso da un versetto biblico (Abacuc 1:9). La città fu dichiarata consiglio locale nel 1950.

### Tzoran
Tzoran, che significa silicio, fu fondata nel 1992 e venne progettata dall'architetto Rachel Walden. L'insediamento prende il nome da una città degli Asmonei che era esistita nell'area. È stata popolata per la prima volta nel 1994, ed è diventata un consiglio locale nel 1997.